# Крюков, Элвис
Элвис Элли Крюков (1 марта 1992, Воронеж, Россия) — кипрский футболист, защитник.

## Биография
Родился 1 марта 1992 года в Воронеже. Первым достоверно известным клубом игрока стала «Кармиотисса», за которую он выступал в сезоне 2014/2015 во второй лиге Кипра. Сезон 2015/2016 начал в составе клуба «Парекклисия». 13 января 2016 года подписал контракт с клубом Высшей лиги «Айя-Напа», в составе которого провёл 3 матча. Дебютировал в Высшей лиге 31 января 2016 года, отыграв весь матч против «Аполлона». По итогам сезона клуб с большим отставанием занял последнее место в лиге и вылетел во второй дивизион.
Летом 2016 года вернулся в «Парекклисию».